# Frederick Smith (entomolog)
Frederick Smith, född den 30 mars 1805 i London, död där den 16 februari 1879, var en brittisk entomolog. Han var far till Edgar Albert Smith.
Smith, som var utbildad gravör, arbetade efter Edward Doubledays död 1849 som assistent vid den zoologiska avdelningen vid British Museum som specialiserad på steklar. Från 1875 till sin död var han seniorassistent vid samma avdelning. Smith var under åren 1862–1863 president i Londons entomologiska sällskap, vilket senare blev Royal Entomological Society.
Auktorsnamnet F.Sm. kan användas för Frederick Smith (entomolog) i samband med ett vetenskapligt namn inom botaniken; se Wikipediaartiklar som länkar till auktorsnamnet. Auktorsnamnet F.Smith kan användas för Frederick Smith (entomolog) i samband med ett vetenskapligt namn inom zoologin; se Wikipedia-artiklar som länkar till auktorsnamnet.